# Millipede
Millipede (von lat. tausend Füße) ist eine von IBM 1999 in Zürich bis zum Funktionsmodell entwickelte Speichertechnik für digitale Daten, bei der mithilfe von 1024 spitzen Armen positioniert einzelne Krater in ein Thermoplast eingeschmolzen, ausgelesen und wieder eingeebnet werden. Sie basiert auf der Rasterkraftmikroskoptechnologie, entwickelt vom Nobelpreisträger Gerd Binnig.

## Grundprinzip
Das Grundprinzip ist mit dem der noch im 19. Jahrhundert auftretenden Lochkarte aus Karton vergleichbar, wird jedoch auf Strukturgrößen im Bereich von Nanometern angewandt. Ein weiterer entscheidender Unterschied ist, dass sich mithilfe der eingesetzten Technologie die Bits löschen und überschreiben lassen. Winzige Hebelchen (engl. Cantilever) mit einer feinen Spitze aus Silizium schmelzen ebenso winzige Löcher in ein Polymer-Medium, um Bits zu schreiben. Dieselben Spitzen werden auch verwendet, um diese Löcher nachzuweisen, also die Bits wieder auszulesen. Dazu bringt man die Spitze in die Nähe des Polymerfilms und erwärmt sie. Taucht die Spitze in einen Bit-Krater, erhöht sich der Wärmeaustausch zwischen ihr und dem Speichermedium, wodurch der elektrische Widerstand des Hebelchens abnimmt. Um ein Bit zu überschreiben, erzeugt man mit der Spitze auf dem Kraterrand neue Vertiefungen, deren Ränder die alte Vertiefung überlappen und so das Polymermaterial in Richtung Krater drängen.
Weil die Löcher sehr klein sind, kann man sie sehr dicht nebeneinander setzen und so hohe Datendichten erreichen. Mit dieser Technologie ist es IBM-Wissenschaftlern im Labor Rüschlikon gelungen, in den Nanometerbereich vorzudringen. So konnte bei der Speicherung von Daten eine Aufzeichnungsdichte von einem Terabit pro Quadratzoll erreicht werden, was etwa dem Inhalt von 25 DVDs auf der Fläche einer Briefmarke entspricht. Diese Dichte wurde mit einer einzelnen Siliziumspitze erreicht, die Vertiefungen mit einem Durchmesser von circa zehn Nanometern erzeugt. Um die Datenrate, also die Schreib- und Lesegeschwindigkeit, zu erhöhen, wird nicht nur eine Spitze verwendet, sondern eine ganze Matrix von Hebelchen, die parallel arbeiten. Ein Prototyp verfügt über mehr als 4000 solcher Spitzen, die in einem kleinen Quadrat von 6,4 mm Seitenlänge angeordnet sind. Diese Dimensionen ermöglichen es, ein komplettes Speichersystem hoher Kapazität in das kleinste standardisierte Format für Flash-Speicher zu packen.
Ein Hebelarm im Millipede schreibt und liest aus einer ihm zugeordneten rund 100 µm × 100 µm kleinen Zelle. Während sich beispielsweise bei Festplatten der Schreib- und Lesekopf und auch das Speichermedium bewegen, wird beim Millipede-Speicher nur das Medium bewegt. Zwei Spulen, die zwischen Magneten platziert sind, treiben die Bewegung des Plättchens an: Der Mikroscanner kann mit einer Genauigkeit von bis zu zwei Nanometern positioniert werden. Aus der überlappenden Fläche von streifenförmigen Sensoren kann man die Position bestimmen, allerdings verbrauchen diese Sensoren vergleichsweise viel Energie.

## Aufbau von Millipede

### Hebelarmfeld
Kern der Millipede-Technologie ist eine zweidimensionale Anordnung von v-förmigen Siliziumfederzungen (Hebelarme), die 70 µm (Tausendstelmillimeter) lang sind. Am Ende jedes Hebelarms befinden sich ein Sensor zum Lesen und ein Widerstand oberhalb der Spitze zum Schreiben. Die Spitze ist knapp einen Mikrometer lang, und der Radius beträgt nur wenige Nanometer. Hebelarme sind in Feldern auf einem integrierten Schaltkreis (IC, Chip) angeordnet. Der Chip ist 7 mm × 14 mm groß. Im Zentrum sitzt ein Feld aus beispielsweise 4096 (64 × 64) Hebelarmen, die aus dem Silizium herausgeätzt sind. Der eigentliche Datenträger besteht aus einem nur wenige Nanometer dünnen Polymerfilm auf einem Silizium-Substrat. Über Multiplexer einzeln angesteuert lesen, schreiben oder löschen die Köpfe das gewünschte Bit. Bis zu 100.000 Schreib- und Überschreib-Zyklen sollen bisher erfolgreich getestet worden sein. Und obwohl in der Konstruktion Mechanik eingesetzt wird, kann eine Übertragungsgeschwindigkeit von bis zu 20 bis 30 Megabit pro Sekunde erreicht werden. Eine IBM-Publikation aus 2010 nennt 10.000 Schreib-Lesezyklen als Lebensdauer.

### Mikroscanner
Die Bewegung des Speichermediums relativ zu dem Cantilever-Array wird mit Hilfe eines siliziumbasierten x/y-Mikroscanners realisiert. Der Scanner besteht aus einem ca. 6,8 mm × 6,8 mm Scantisch (scan table), der das Polymer-Medium und zwei elektromagnetischen Auslöser trägt. Der Scanner-Chip wird auf der Siliziumplatte montiert, die als mechanischer Grund des Systems dient. Der Abstand zwischen seiner Oberfläche und Oberfläche von beweglichen Teilen des Scanners beträgt ca. 20 µm. Der Scantisch kann durch Auslöser um 120 µm in x- und y-Richtungen bewegt werden. Jeder Auslöser besteht aus zwei Permanentmagneten, die in die Siliziumplatte eingebaut sind, und einer kleinen Spule, die sich zwischen den Magneten befindet. Um die Vibrationen von außen zu löschen, wird ein so genanntes Pivot verwendet, das mit den Auslösern gekoppelt ist.

### Positionsbestimmung
Die Informationen über Positionierung werden durch vier thermische Sensoren zur Verfügung gestellt. Diese Sensoren befinden sich direkt über dem Scan-Tisch, auf dem Cantilever-Array. Die Sensoren haben thermisch-isolierte Erhitzer. Jeder Sensor wird über einen Rand der Scan-Tisch in Position gebracht und wird durch Strom erhitzt. Ein Teil dieser Wärme wird durch die Luft auf den Scan-Tisch geleitet, die nun als Kühler dient. Eine Versetzung des Scan-Tisches verursacht eine Änderung der Effizienz von diesem Kühlsystem, was zur Änderung der Temperatur des elektrischen Widerstands vom Erhitzer führt.
Ein raffiniertes Design gewährleistet die exakte Nivellierung der Spitzen über dem Speichermedium und dämpft Vibrationen und Stöße von außen. Zeitmultiplexing-Elektronik, wie sie in ähnlicher Art in Speicherchips (DRAM) verwendet wird, ermöglicht die Adressierung jeder einzelnen Spitze im Parallelbetrieb. Elektromagnetische Aktuation bewegt das Substrat mit dem Speichermedium auf dessen Oberfläche sehr präzise in x- und y-Richtung, so dass jede Spitze in ihrem Speicherfeld von 100 µm Seitenlänge lesen und schreiben kann. Die kurzen Distanzen tragen wesentlich zu einem geringen Energieverbrauch bei.
Für die Funktionen des Gerätes, das heißt Lesen, Schreiben, Löschen und Überschreiben, werden die Spitzen mit dem Polymerfilm auf dem Siliziumsubstrat in Kontakt gebracht.

### Schreibtechnologie
Das Schreiben von Bits erfolgt durch Aufheizen des in den Cantilever integrierten Widerstands auf typischerweise 400 °C. Die dadurch ebenfalls aufgeheizte Spitze weicht das Polymer auf, sinkt ein und hinterlässt eine Vertiefung von wenigen Nanometern. Zum Lesen wird der Lesesensor des Cantilevers erhitzt, ohne den Polymerfilm aufzuweichen. „Fällt“ nun die Spitze in eine Vertiefung, kühlt sich der Lesesensor wegen der größeren Kontaktfläche zwischen Substrat und Spitze und somit einer höheren Wärmeableitung geringfügig ab, was aber zu einer messbaren Veränderung des Widerstands führt. Um Daten zu überschreiben, setzt die Spitze Vertiefungen in die Oberfläche. Deren äußere Ränder überlappen die alten Vertiefungen und löschen so die alten Daten. Mehr als 100.000 Schreib- und Überschreib-Zyklen haben den Nachweis erbracht, dass sich das Konzept für einen wiederbeschreibbaren Speichertyp eignet.
Um die Daten schneller in den Speicher und wieder hinaus zu bekommen, bearbeitet eine komplette Matrix-Anordnung an Hebelchen das Medium gleichzeitig. Es stellte sich allerdings heraus, dass es enorm schwierig ist, Mechanik und Elektronik in einem Stück auf einem Chip zu fertigen. Die Wissenschaftler entschlossen sich also, den Aufbau in zwei Stücken zu realisieren:
1. Die Matrix der Mikrospitzen wird mit winzigen Kontaktstiften versehen, die unter dem Elektronenmikroskop aussehen wie die Noppen von Lego-Steinchen.
2. Diese Studs werden dann mit den Gegenstücken auf der elektronischen Leiterplatte kontaktiert.

Mit dem gezeigten Prototyp wurde unlängst die technische Machbarkeit eines Produktes etwa hinsichtlich Speicherdichte, Leistung und Verlässlichkeit demonstriert. Während die heute eingesetzten Speichertechnologien allmählich an fundamentale Grenzen stoßen, hat der nanomechanische Ansatz ein enormes Entwicklungspotential für eine tausendfach höhere Speicherdichte. Dieser nanomechanische Datenträger entwickelt nahezu keine Wärme, nimmt nur wenig Strom auf und ist stoßresistent.
Derzeit sucht IBM erst einmal nach SD-Karten-Herstellern, die Interesse am Einsatz der Technik und an deren Lizenzierung haben. In Gesprächen ist IBM schon, wollte aber noch keine potenziellen Partner nennen. Zum Erreichen der Marktreife sollen – vorausgesetzt es finden sich Partner – nicht mehr als zwei bis drei Jahre vergehen.